# Fatemeh Khishvand
Fatemeh Khishvand (Sahar Tabar) est une instagrameuse iranienne connue comme « la version zombie d’Angelina Jolie » après avoir publié en 2017 sur le réseau social Instagram des autoportraits largement retouchés où elle ressemble à l'actrice américaine mais décharnée et maladive.  
Fatemeh Khishvand est arrêtée en octobre 2019 et condamnée à dix ans de prison en décembre 2020. Elle est libérée sous caution le 13 décembre 2020. 

## Canular, les photos de Sahar Tabar
Fatemeh Khishvand se fait connaître sous le nom de Sahar Tabar en postant à 19 ans sur le réseau social Instagram des autoportraits largement retouchés avec un visage décharné, semblable à celui d'un zombie. La jeune femme y ressemble à l'actrice américaine Angelina Jolie dans un état maladif et cadavérique.
Rapidement, l'information fait le tour du monde dans les jours qui suivent, reprise par de nombreux journaux dont Paris Match et Midi Libre en France, Al-Arabiya en Arabie Saoudite ou The Sun et Metro au Royaume-Uni,,,,. Les articles révèlent que Sahar Tabar est régulièrement moquée et comparée par ses abonnés à une « version zombie d’Angelina Jolie » et à « la fiancée des Noces funèbres de Tim Burton »,.
La semaine suivante, l'instagrameuse aux près de 500 000 abonnés révèle le canular le 4 décembre 2017 dans une interview au média russe Sputnik. Elle déclare n'avoir eu recours que quelques fois à la chirurgie plastique, très répandue en Iran et s'être maquillée sur ses photos qui étaient toutes retouchées,,,. Elle dit également ne pas avoir tenté de ressembler à Angelina Jolie ou au personnage de Tim Burton.

## Accusations, arrestation et condamnation
Le 6 octobre 2019, Fatemeh Khishvand est arrêtée puis incarcérée à 22 ans pour blasphème.  Le tribunal de Téhéran chargé de juger les « crimes culturels et la corruption morale et sociale » l'accuse d'« incitation à la violence », « obtention de revenus par des moyens inappropriés » et « incitation de jeunes à la corruption ». Son compte est fermé par Instagram.
Quelques semaines après son arrestation, la télévision publique iranienne diffuse ses aveux et ses remords suscitent beaucoup de sympathie et de soutiens en ligne. Selon le rapport, elle est décrite comme « une victime avec une personnalité et un état mental anormaux » qui cherchait la « vulgarité » sur les médias sociaux,.
En avril 2020, son avocat déclare qu'elle a contracté le coronavirus en prison.
En décembre, Fatemeh Khishvand est condamnée à 10 ans d'emprisonnement malgré un dossier médical suggérant qu'elle souffrait d'une maladie mentale, avec des antécédents de visites dans des hôpitaux psychiatriques. Par ailleurs puisqu'elle était mineure à l'époque des faits, ses avocats avaient demandé en vain qu'elle soit libérée sous caution. 
Le 11 décembre, elle reçoit le soutien de la journaliste américaine d'origine iranienne Masih Alinejad. La militante politique et féministe lance un appel à Angelina Jolie, lui implorant de prendre la défense de Fatemeh Khishvand en ajoutant que « la République islamique a un passif dans la tourmente des femmes. Nous avons besoin d'être unis contre cet apartheid de genre,. »   
Fatemeh Khishvand est libérée le 13 décembre 2020 après que sa peine a été commuée en liberté sous caution.   